# Ephestiasula pictipes
Ephestiasula pictipes är en bönsyrseart som först beskrevs av Wood-mason 1879.  Ephestiasula pictipes ingår i släktet Ephestiasula och familjen Hymenopodidae. Inga underarter finns listade i Catalogue of Life.